# スペースX CRS-30
NASAによってSpX-30とも表記されることがあるスペースX CRS-30は、2024年3月21日に打ち上げられた国際宇宙ステーション（ISS）への商業補給サービスミッション。このミッションはNASAによって契約され、スペースXが運用した。使用した宇宙船はこのミッションが4回目の飛行となるカーゴドラゴンC209だった。
このミッションは、スペースX CRS-21ミッションで第2世代のドラゴンカプセルが導入されて以来初めてケープカナベラル宇宙軍施設第40発射施設から打ち上げられたカーゴドラゴンとなった。今回、ロケット起立後に補給品を後から搭載できるように射場にはタワーとアクセスアームが追加された。

## カーゴドラゴン
スペースXはカーゴドラゴンを最大5回まで再利用する予定である。カーゴドラゴンは船内の宇宙飛行士を守るために必要なスーパー・ドラコ緊急脱出エンジン、座席、操縦装置および生命維持装置なしで打ち上げられた。ドラゴン2は、ドラゴン1に対して再改修時間を短縮して飛行間隔を短縮するなどの改良が加えられている。
NASAのCRSフェーズ2契約下での新しいカーゴドラゴンカプセルは、フロリダ州東方の大西洋に着水する予定である。

## 打ち上げ
スペースXにとって30回目の国際宇宙ステーションへの商業補給サービスミッションのためのファルコン9とカーゴドラゴンは2024年3月21日 20:55 UTCに打ち上げられた。ファルコン9の第1段ブースターB1080は、打ち上げの8分後にランディングゾーン（LZ-1）に無事着陸し、カーゴドラゴンは第2段から4分後に分離した。ドラゴン宇宙船は国際宇宙ステーションのハーモニーモジュールに3月23日の11:19 UTCに自動でドッキングした。このフライトでは2,841kgの補給品と、ドラゴンのトランクに搭載したステーションの外部熱循環システムの予備のポンプを送り届けた。CRS-30はケープ・カナベラルの第40打ち上げ施設から打ち上げられた最初のドラゴン宇宙船となり、この打ち上げ施設に新規に建設された貨物および乗員アクセスタワーを初めて使用した。

## 積荷目録
このカーゴドラゴンには、2,841キログラム (6,263 lb)の与圧貨物と、631キログラム (1,391 lb)の非与圧貨物からなる総計2,841キログラム (6,263 lb)の貨物と補給品が積み込まれた。
積荷目録の詳細は以下の通り：
- 乗員の補給品：545 kg (1,202 lb)
- 科学研究：1,135 kg (2,502 lb)
- 船外活動装備：90 kg (200 lb)
- 宇宙船資機材：415 kg (915 lb)
- コンピューター資材：25 kg (55 lb)

## 科学研究
さまざまな実験機材が軌道上の研究室に届けられ、研究者に貴重な洞察を提供する。
スペースXのドラゴンは、国際的なクルーに向けて新しい科学調査、食糧、補給品、機材を届ける。CRS-30ミッションに搭載されて飛行するNASAとパートナーの研究には、宇宙での植物の代謝と自由飛行するAstrobeeロボットに3次元マッピング能力を与える新いセンサーが含まれている。その他の研究としてはナノ粒子太陽電池技術および海氷と海況を監視するカナダ宇宙庁の大学プロジェクトなどがある。

### SNOOPI
「機会の信号Pバンド調査」（Signals of Opportunity P-band Investigation、SNOOPI）はパデュー大学教授のジェイムズ・ギャリソンが主導する6Uサイズのキューブサットで、通信衛星からのPバンド信号を用いて宇宙から土壌水分や雪の水分量を測定することを目的としている。このプロジェクトは、重要な環境データを収集するためのよりアクセスしやすい方法を提供することによって農作業、水管理、気候予測を改善するのに役にたつ。無線周波数スペクトルの利用に関する課題があり、大型のアンテナが必要となる従来の方法とは異なり、SNOOPIは地表からの反射信号を受信して水分や積雪の深さを測定する革新的なアプローチを使用している。Pバンドの機会の信号反射率測定として知られるこの技術は、植生を透過して土壌や雪に関する正確なデータを提供できるので効果的である。このミッションは、環境測定に P バンド信号を使用する有効性を検証するだけでなく、土壌水分と雪水相当量を地球規模で監視するための費用対効果が高く効率的なソリューションを提供することで、将来の宇宙ミッションへの道を開くことも目的としている。

### 惑星外の植物
植物は再生型生命維持システムで利用されたり、食料を供給したり、将来の深宇宙探査ミッションで宇宙飛行士のウェルビーイングに貢献したりすることができる。「宇宙でのC4光合成」（APEX-09）では、C3およびC4として知られる二種類の草本が大気中の二酸化炭素を補足するメカニズムに微小重力がどのような影響を与えるのかを調査する。調査結果はストレス環境下での植物の反応を明らかにし、将来のミッションにおける生物再生型生命維持システムや、地球上での植物の成長システムの設計に役立つ可能性がある。

### 海洋センシング
地表から反射する人工衛星の信号を受信する衛星測位システム反射測定（GNSS-R）と呼ばれる技術は海洋現象を監視し、気候モデルを改善する手段として利用されている。Killick-1：海氷の厚さと広がりを測定するGNSS反射測定キューブサット（Nanoracks KILLICK-1）は、この技術を海氷の測定に用いる試験を行っている。このプロジェクトは、宇宙システムと地球観測の実践的な経験を提供することでカナダのニューファンドランドおよびラブラドール地方の宇宙および科学能力の開発を支援する。100人以上の工学部の学部生および大学院生がこのプロジェクトに参加した。GNSS-R技術は低コストで軽量かつエネルギー効率に優れている。この技術の地上での潜在的な用途には気象および気候モデルの提供および海洋表面風や高潮といった海洋現象の理解を増進する。

### 自動化された自律支援
Astrobee（多重解像度スキャン）のための多重解像度スキャナー（Multi-resolution Scanner、MRS）ペイロードは3次元センシング、マッピングおよび状況認識システム技術を試験する。この技術は、複数のセンサーを組み合わせることでそれぞれの弱点を補って高解像度の3次元データを提供し、ロボットが宇宙空間でどのように移動するかを理解するためのより正確な軌道データを提供する。この技術は、月軌道プラットフォームゲートウェイ宇宙ステーションなどの、ロボットが環境を感知し正確な機動を行わなければならないような、人間が最低限ないし全く搭乗しない宇宙船の自律型ロボットに利用することができる。その他の用途としては、宇宙船の検査やメンテナンス、他の天体での自律的な乗り物の捜査などが考えられる。また、この成果は地球上での過酷で危険な環境におけるロボット技術の向上にもつながると考えられている。

### 粒子の配置
ナノ粒子ハロ懸濁液の研究ではナノ粒子と微粒子が電界ないでどのように相互作用するのかを調査する。ナノ粒子ハロ化と呼ばれるプロセスは荷電ナノ粒子を用いて粒子の正確な配置を可能とし、量子ドット合成太陽電池の効率を向上させる。量子ドットとは、より効率的に太陽光をエネルギーに変換させる能力を有する半導体物質の微小な球体である。微小重力下でこれらのプロセスを実行することで粒子の形状、電荷、濃度、相互作用の間の関係性についての洞察を得ることができる。この調査は、政府、高等教育機関、産業界と協力して研究インフラ、研究開発能力と競争力を向上させるプロジェクトに取り組んでいるNASAの競争研究促進プログラム（EPSCoR）によって支援されている。

## ギャラリー
スペースX CRS-30
- CRS-30 on the pad
- 打ち上げに向かうCRS-30
- CRS-30の打ち上げ
- ISSに接近するドラゴン宇宙船